# Marcel Ponitka
Marcel Ponitka (Ostrów Wielkopolski, Polonia, 28 de agosto de 1997) es un baloncestista polaco que juega en el Śląsk Wrocław de la Polska Liga Koszykówki. Con 1,93 metros de estatura, juega en la posición de escolta. Es internacional con la Selección de baloncesto de Polonia. Es hermano del también baloncestista Mateusz Ponitka.

## Trayectoria deportiva
Comenzó a jugar en las categorías inferiores del Basket Zielona Góra, con el que debutó en 2013 en la Polska Liga Koszykówki y jugaría durante tres temporadas.
En verano de 2016, firma por el Arka Gdynia de la Polska Liga Koszykówki, en el que permanece durante tres temporadas.
En la temporada 2019-20, regresa al Basket Zielona Góra de la Polska Liga Koszykówki, en el que juega dos temporadas.
En la temporada 2021-22, firma por el Parma Basket de la Superliga de baloncesto de Rusia.
El 15 de marzo de 2022, firma por el Fraport Skyliners de la Basketball Bundesliga.
El 23 de julio de 2022, firma por el Casademont Zaragoza de la Liga Endesa.
El 11 de septiembre, Marcel regresa a su país de nacimiento firmando por el Legia Warszaw de la Polska Liga Koszykówki.
El 19 de julio de 2024 firmó con Śląsk Wrocław de la Liga Polaca de Baloncesto.

## Selección nacional
Ha pasado por todas las categorías inferiores de la Selección de baloncesto de Polonia y debutaría en 2019 con la selección absoluta bajo a las órdenes de Mike Taylor.